# Lista di asteroidi (282001-283000)
Di seguito una lista di asteroidi dal numero 282001 al 283000 con data di scoperta e scopritore.

## 282001-282100
| Nome     | Designazione provvisoria | Data di scoperta  | Scopritore                                                |
| -------- | ------------------------ | ----------------- | --------------------------------------------------------- |
| 282001 - | 2011 HO44                | 4 maggio 2006     | Mt. Lemmon Survey                                         |
| 282002 - | 2011 HA49                | 17 marzo 2005     | Spacewatch                                                |
| 282003 - | 2011 HG49                | 16 marzo 2005     | CSS                                                       |
| 282004 - | 2011 HY49                | 9 aprile 2003     | Spacewatch                                                |
| 282005 - | 2011 HS52                | 7 febbraio 2002   | NEAT                                                      |
| 282006 - | 2011 HZ55                | 1º novembre 1999  | Spacewatch                                                |
| 282007 - | 2011 HJ56                | 8 novembre 2008   | Mt. Lemmon Survey                                         |
| 282008 - | 2011 HV57                | 5 maggio 2002     | NEAT                                                      |
| 282009 - | 2011 HR58                | 24 luglio 2003    | NEAT                                                      |
| 282010 - | 2011 HL61                | 22 gennaio 2006   | CSS                                                       |
| 282011 - | 2011 HF64                | 12 febbraio 2000  | Sloan Digital Sky Survey                                  |
| 282012 - | 2011 HF66                | 9 ottobre 2002    | Spacewatch                                                |
| 282013 - | 2011 HH66                | 18 gennaio 2004   | Spacewatch                                                |
| 282014 - | 2011 HA67                | 25 maggio 2003    | Spacewatch                                                |
| 282015 - | 2011 HE71                | 2 dicembre 2004   | CSS                                                       |
| 282016 - | 2011 HN78                | 25 aprile 2007    | Mt. Lemmon Survey                                         |
| 282017 - | 2011 HW78                | 23 ottobre 2003   | Spacewatch                                                |
| 282018 - | 2011 HC82                | 7 marzo 2003      | Dellinger, J., Dillon, W. G.                              |
| 282019 - | 2011 HP82                | 10 aprile 2002    | NEAT                                                      |
| 282020 - | 2011 HQ82                | 22 ottobre 2003   | Sloan Digital Sky Survey                                  |
| 282021 - | 2011 HE83                | 11 agosto 2001    | NEAT                                                      |
| 282022 - | 2011 JC2                 | 25 aprile 2006    | Spacewatch                                                |
| 282023 - | 2011 JY10                | 22 gennaio 2006   | CSS                                                       |
| 282024 - | 2852 P-L                 | 24 settembre 1960 | van Houten, C. J., van Houten-Groeneveld, I., Gehrels, T. |
| 282025 - | 5347 T-2                 | 30 settembre 1973 | van Houten, C. J., van Houten-Groeneveld, I., Gehrels, T. |
| 282026 - | 2184 T-3                 | 16 ottobre 1977   | van Houten, C. J., van Houten-Groeneveld, I., Gehrels, T. |
| 282027 - | 5069 T-3                 | 16 ottobre 1977   | van Houten, C. J., van Houten-Groeneveld, I., Gehrels, T. |
| 282028 - | 1990 TV9                 | 10 ottobre 1990   | Borngen, F., Schmadel, L. D.                              |
| 282029 - | 1993 OH3                 | 20 luglio 1993    | Elst, E. W.                                               |
| 282030 - | 1994 XK2                 | 1º dicembre 1994  | Spacewatch                                                |
| 282031 - | 1995 ME6                 | 24 giugno 1995    | Spacewatch                                                |
| 282032 - | 1995 OP4                 | 22 luglio 1995    | Spacewatch                                                |
| 282033 - | 1995 OA17                | 27 luglio 1995    | Spacewatch                                                |
| 282034 - | 1995 UO                  | 19 ottobre 1995   | Giuliani, V., Testa, A.                                   |
| 282035 - | 1995 WG18                | 17 novembre 1995  | Spacewatch                                                |
| 282036 - | 1996 FQ13                | 18 marzo 1996     | Spacewatch                                                |
| 282037 - | 1998 QD49                | 17 agosto 1998    | LINEAR                                                    |
| 282038 - | 1998 QO79                | 24 agosto 1998    | LINEAR                                                    |
| 282039 - | 1998 QJ89                | 24 agosto 1998    | LINEAR                                                    |
| 282040 - | 1998 QJ94                | 17 agosto 1998    | LINEAR                                                    |
| 282041 - | 1998 RT54                | 14 settembre 1998 | LINEAR                                                    |
| 282042 - | 1998 SP2                 | 18 settembre 1998 | LINEAR                                                    |
| 282043 - | 1998 ST106               | 26 settembre 1998 | LINEAR                                                    |
| 282044 - | 1998 SF107               | 26 settembre 1998 | LINEAR                                                    |
| 282045 - | 1998 VL55                | 10 novembre 1998  | ODAS                                                      |
| 282046 - | 1998 XY65                | 14 dicembre 1998  | LINEAR                                                    |
| 282047 - | 1999 FC12                | 18 marzo 1999     | Spacewatch                                                |
| 282048 - | 1999 JY110               | 13 maggio 1999    | LINEAR                                                    |
| 282049 - | 1999 RE66                | 7 settembre 1999  | LINEAR                                                    |
| 282050 - | 1999 RC91                | 7 settembre 1999  | LINEAR                                                    |
| 282051 - | 1999 RF240               | 11 settembre 1999 | LONEOS                                                    |
| 282052 - | 1999 SO2                 | 22 settembre 1999 | LINEAR                                                    |
| 282053 - | 1999 TO18                | 14 ottobre 1999   | Beijing Schmidt CCD Asteroid Program                      |
| 282054 - | 1999 TS129               | 6 ottobre 1999    | LINEAR                                                    |
| 282055 - | 1999 TT148               | 7 ottobre 1999    | LINEAR                                                    |
| 282056 - | 1999 TD168               | 10 ottobre 1999   | LINEAR                                                    |
| 282057 - | 1999 TH193               | 12 ottobre 1999   | LINEAR                                                    |
| 282058 - | 1999 TO244               | 7 ottobre 1999    | CSS                                                       |
| 282059 - | 1999 TE255               | 9 ottobre 1999    | Spacewatch                                                |
| 282060 - | 1999 TT265               | 3 ottobre 1999    | LINEAR                                                    |
| 282061 - | 1999 TL270               | 3 ottobre 1999    | LINEAR                                                    |
| 282062 - | 1999 UM12                | 31 ottobre 1999   | Spacewatch                                                |
| 282063 - | 1999 VJ44                | 3 novembre 1999   | CSS                                                       |
| 282064 - | 1999 VT50                | 3 novembre 1999   | LINEAR                                                    |
| 282065 - | 1999 VT109               | 9 novembre 1999   | LINEAR                                                    |
| 282066 - | 1999 WE17                | 30 novembre 1999  | Spacewatch                                                |
| 282067 - | 1999 XC9                 | 5 dicembre 1999   | LINEAR                                                    |
| 282068 - | 1999 XH17                | 7 dicembre 1999   | LINEAR                                                    |
| 282069 - | 1999 XN24                | 6 dicembre 1999   | LINEAR                                                    |
| 282070 - | 1999 XB80                | 7 dicembre 1999   | LINEAR                                                    |
| 282071 - | 1999 XE155               | 8 dicembre 1999   | LINEAR                                                    |
| 282072 - | 1999 XT239               | 7 dicembre 1999   | CSS                                                       |
| 282073 - | 1999 XN259               | 5 dicembre 1999   | Spacewatch                                                |
| 282074 - | 2000 AP26                | 3 gennaio 2000    | LINEAR                                                    |
| 282075 - | 2000 CZ71                | 7 febbraio 2000   | Spacewatch                                                |
| 282076 - | 2000 CC73                | 7 febbraio 2000   | Spacewatch                                                |
| 282077 - | 2000 ER142               | 3 marzo 2000      | LINEAR                                                    |
| 282078 - | 2000 GP51                | 5 aprile 2000     | LINEAR                                                    |
| 282079 - | 2000 HS33                | 24 aprile 2000    | LONEOS                                                    |
| 282080 - | 2000 LU29                | 5 giugno 2000     | Spacewatch                                                |
| 282081 - | 2000 NG                  | 1º luglio 2000    | Comba, P. G.                                              |
| 282082 - | 2000 PE6                 | 5 agosto 2000     | NEAT                                                      |
| 282083 - | 2000 PX27                | 9 agosto 2000     | LINEAR                                                    |
| 282084 - | 2000 QN7                 | 25 agosto 2000    | LINEAR                                                    |
| 282085 - | 2000 QD24                | 25 agosto 2000    | LINEAR                                                    |
| 282086 - | 2000 QS39                | 24 agosto 2000    | LINEAR                                                    |
| 282087 - | 2000 QW59                | 26 agosto 2000    | LINEAR                                                    |
| 282088 - | 2000 QU84                | 25 agosto 2000    | LINEAR                                                    |
| 282089 - | 2000 QK134               | 26 agosto 2000    | LINEAR                                                    |
| 282090 - | 2000 QE143               | 31 agosto 2000    | LINEAR                                                    |
| 282091 - | 2000 QL158               | 31 agosto 2000    | LINEAR                                                    |
| 282092 - | 2000 QM229               | 31 agosto 2000    | LINEAR                                                    |
| 282093 - | 2000 RR75                | 3 settembre 2000  | LINEAR                                                    |
| 282094 - | 2000 RN90                | 3 settembre 2000  | LINEAR                                                    |
| 282095 - | 2000 SP20                | 23 settembre 2000 | LINEAR                                                    |
| 282096 - | 2000 SG26                | 23 settembre 2000 | LINEAR                                                    |
| 282097 - | 2000 ST63                | 24 settembre 2000 | LINEAR                                                    |
| 282098 - | 2000 SN78                | 24 settembre 2000 | LINEAR                                                    |
| 282099 - | 2000 SH96                | 23 settembre 2000 | LINEAR                                                    |
| 282100 - | 2000 SP134               | 23 settembre 2000 | LINEAR                                                    |

## 282101-282200
| Nome     | Designazione provvisoria | Data di scoperta  | Scopritore                |
| -------- | ------------------------ | ----------------- | ------------------------- |
| 282101 - | 2000 SE225               | 27 settembre 2000 | LINEAR                    |
| 282102 - | 2000 SL286               | 25 settembre 2000 | LINEAR                    |
| 282103 - | 2000 TV17                | 1º ottobre 2000   | LINEAR                    |
| 282104 - | 2000 TN60                | 2 ottobre 2000    | LONEOS                    |
| 282105 - | 2000 UN95                | 25 ottobre 2000   | LINEAR                    |
| 282106 - | 2000 UE97                | 25 ottobre 2000   | LINEAR                    |
| 282107 - | 2000 VW6                 | 1º novembre 2000  | LINEAR                    |
| 282108 - | 2000 WH36                | 20 novembre 2000  | LINEAR                    |
| 282109 - | 2000 WL67                | 27 novembre 2000  | LINEAR                    |
| 282110 - | 2000 WJ79                | 20 novembre 2000  | LINEAR                    |
| 282111 - | 2000 WW123               | 27 novembre 2000  | Spacewatch                |
| 282112 - | 2000 WT160               | 20 novembre 2000  | LONEOS                    |
| 282113 - | 2000 WY174               | 26 novembre 2000  | LINEAR                    |
| 282114 - | 2000 WL177               | 27 novembre 2000  | LINEAR                    |
| 282115 - | 2000 YS97                | 30 dicembre 2000  | LINEAR                    |
| 282116 - | 2001 AF8                 | 2 gennaio 2001    | LINEAR                    |
| 282117 - | 2001 AN10                | 2 gennaio 2001    | LINEAR                    |
| 282118 - | 2001 AT37                | 5 gennaio 2001    | LINEAR                    |
| 282119 - | 2001 BN57                | 20 gennaio 2001   | NEAT                      |
| 282120 - | 2001 CU41                | 15 febbraio 2001  | Pravec, P., Sarounova, L. |
| 282121 - | 2001 DW6                 | 16 febbraio 2001  | Crni Vrh                  |
| 282122 - | 2001 DD8                 | 16 febbraio 2001  | Spacewatch                |
| 282123 - | 2001 DU39                | 19 febbraio 2001  | LINEAR                    |
| 282124 - | 2001 FV186               | 18 marzo 2001     | LONEOS                    |
| 282125 - | 2001 HP6                 | 18 aprile 2001    | Spacewatch                |
| 282126 - | 2001 MV1                 | 18 giugno 2001    | LONEOS                    |
| 282127 - | 2001 MD18                | 20 giugno 2001    | NEAT                      |
| 282128 - | 2001 NT12                | 13 luglio 2001    | NEAT                      |
| 282129 - | 2001 NG17                | 14 luglio 2001    | NEAT                      |
| 282130 - | 2001 ON55                | 22 luglio 2001    | NEAT                      |
| 282131 - | 2001 OW87                | 30 luglio 2001    | NEAT                      |
| 282132 - | 2001 PM39                | 11 agosto 2001    | NEAT                      |
| 282133 - | 2001 QL48                | 16 agosto 2001    | LINEAR                    |
| 282134 - | 2001 QU114               | 17 agosto 2001    | LINEAR                    |
| 282135 - | 2001 QJ132               | 20 agosto 2001    | LINEAR                    |
| 282136 - | 2001 QX133               | 21 agosto 2001    | LINEAR                    |
| 282137 - | 2001 QE153               | 26 agosto 2001    | NEAT                      |
| 282138 - | 2001 QN153               | 25 agosto 2001    | LINEAR                    |
| 282139 - | 2001 QL157               | 23 agosto 2001    | LONEOS                    |
| 282140 - | 2001 QK166               | 24 agosto 2001    | NEAT                      |
| 282141 - | 2001 QQ170               | 24 agosto 2001    | LINEAR                    |
| 282142 - | 2001 QG268               | 20 agosto 2001    | LINEAR                    |
| 282143 - | 2001 QT327               | 17 agosto 2001    | NEAT                      |
| 282144 - | 2001 QH330               | 25 agosto 2001    | LONEOS                    |
| 282145 - | 2001 QJ333               | 19 agosto 2001    | LINEAR                    |
| 282146 - | 2001 RJ3                 | 8 settembre 2001  | LONEOS                    |
| 282147 - | 2001 RV39                | 10 settembre 2001 | LINEAR                    |
| 282148 - | 2001 RC54                | 12 settembre 2001 | LINEAR                    |
| 282149 - | 2001 RN58                | 12 settembre 2001 | LINEAR                    |
| 282150 - | 2001 RE72                | 10 settembre 2001 | LINEAR                    |
| 282151 - | 2001 RF82                | 11 settembre 2001 | LONEOS                    |
| 282152 - | 2001 RF115               | 12 settembre 2001 | LINEAR                    |
| 282153 - | 2001 SF5                 | 16 settembre 2001 | LINEAR                    |
| 282154 - | 2001 SU12                | 16 settembre 2001 | LINEAR                    |
| 282155 - | 2001 SL17                | 16 settembre 2001 | LINEAR                    |
| 282156 - | 2001 SS49                | 16 settembre 2001 | LINEAR                    |
| 282157 - | 2001 SS94                | 20 settembre 2001 | LINEAR                    |
| 282158 - | 2001 SY101               | 20 settembre 2001 | LINEAR                    |
| 282159 - | 2001 SV110               | 20 settembre 2001 | LINEAR                    |
| 282160 - | 2001 SG112               | 19 settembre 2001 | LINEAR                    |
| 282161 - | 2001 SO112               | 20 settembre 2001 | LINEAR                    |
| 282162 - | 2001 SC167               | 19 settembre 2001 | LINEAR                    |
| 282163 - | 2001 SK207               | 19 settembre 2001 | LINEAR                    |
| 282164 - | 2001 SA223               | 19 settembre 2001 | LINEAR                    |
| 282165 - | 2001 SF227               | 19 settembre 2001 | LINEAR                    |
| 282166 - | 2001 SU229               | 19 settembre 2001 | LINEAR                    |
| 282167 - | 2001 ST275               | 21 settembre 2001 | Spacewatch                |
| 282168 - | 2001 SJ280               | 21 settembre 2001 | LONEOS                    |
| 282169 - | 2001 SV317               | 19 settembre 2001 | LINEAR                    |
| 282170 - | 2001 SB323               | 25 settembre 2001 | LINEAR                    |
| 282171 - | 2001 ST345               | 23 settembre 2001 | NEAT                      |
| 282172 - | 2001 SW353               | 26 settembre 2001 | LINEAR                    |
| 282173 - | 2001 SX353               | 28 settembre 2001 | LINEAR                    |
| 282174 - | 2001 TP7                 | 11 ottobre 2001   | Yeung, W. K. Y.           |
| 282175 - | 2001 TC13                | 13 ottobre 2001   | LINEAR                    |
| 282176 - | 2001 TR21                | 11 ottobre 2001   | LINEAR                    |
| 282177 - | 2001 TZ23                | 14 ottobre 2001   | LINEAR                    |
| 282178 - | 2001 TJ25                | 14 ottobre 2001   | LINEAR                    |
| 282179 - | 2001 TK46                | 15 ottobre 2001   | LINEAR                    |
| 282180 - | 2001 TX48                | 15 ottobre 2001   | LINEAR                    |
| 282181 - | 2001 TN76                | 13 ottobre 2001   | LINEAR                    |
| 282182 - | 2001 TZ86                | 14 ottobre 2001   | LINEAR                    |
| 282183 - | 2001 TJ88                | 14 ottobre 2001   | LINEAR                    |
| 282184 - | 2001 TV111               | 14 ottobre 2001   | LINEAR                    |
| 282185 - | 2001 TL175               | 14 ottobre 2001   | LINEAR                    |
| 282186 - | 2001 TG180               | 14 ottobre 2001   | LINEAR                    |
| 282187 - | 2001 TZ180               | 14 ottobre 2001   | LINEAR                    |
| 282188 - | 2001 TS181               | 14 ottobre 2001   | LINEAR                    |
| 282189 - | 2001 TE188               | 14 ottobre 2001   | LINEAR                    |
| 282190 - | 2001 TG198               | 11 ottobre 2001   | Eskridge                  |
| 282191 - | 2001 TU213               | 13 ottobre 2001   | NEAT                      |
| 282192 - | 2001 TB229               | 15 ottobre 2001   | LINEAR                    |
| 282193 - | 2001 TR239               | 15 ottobre 2001   | NEAT                      |
| 282194 - | 2001 TR243               | 14 ottobre 2001   | Sloan Digital Sky Survey  |
| 282195 - | 2001 UD7                 | 22 ottobre 2001   | LINEAR                    |
| 282196 - | 2001 UV29                | 16 ottobre 2001   | LINEAR                    |
| 282197 - | 2001 UE51                | 17 ottobre 2001   | LINEAR                    |
| 282198 - | 2001 UM166               | 23 ottobre 2001   | Spacewatch                |
| 282199 - | 2001 UA184               | 16 ottobre 2001   | LINEAR                    |
| 282200 - | 2001 UX188               | 17 ottobre 2001   | NEAT                      |

## 282201-282300
| Nome     | Designazione provvisoria | Data di scoperta | Scopritore                 |
| -------- | ------------------------ | ---------------- | -------------------------- |
| 282201 - | 2001 UE218               | 25 ottobre 2001  | Spacewatch                 |
| 282202 - | 2001 VX20                | 9 novembre 2001  | LINEAR                     |
| 282203 - | 2001 VG51                | 10 novembre 2001 | LINEAR                     |
| 282204 - | 2001 VC53                | 10 novembre 2001 | LINEAR                     |
| 282205 - | 2001 VG54                | 10 novembre 2001 | LINEAR                     |
| 282206 - | 2001 VN61                | 10 novembre 2001 | LINEAR                     |
| 282207 - | 2001 VS76                | 12 novembre 2001 | LINEAR                     |
| 282208 - | 2001 VY95                | 15 novembre 2001 | LINEAR                     |
| 282209 - | 2001 VJ109               | 12 novembre 2001 | LINEAR                     |
| 282210 - | 2001 WS17                | 17 novembre 2001 | LINEAR                     |
| 282211 - | 2001 WX59                | 19 novembre 2001 | LINEAR                     |
| 282212 - | 2001 XG26                | 10 dicembre 2001 | LINEAR                     |
| 282213 - | 2001 XT73                | 11 dicembre 2001 | LINEAR                     |
| 282214 - | 2001 XG78                | 11 dicembre 2001 | LINEAR                     |
| 282215 - | 2001 XY78                | 11 dicembre 2001 | LINEAR                     |
| 282216 - | 2001 XU103               | 14 dicembre 2001 | LINEAR                     |
| 282217 - | 2001 XE112               | 11 dicembre 2001 | LINEAR                     |
| 282218 - | 2001 XS126               | 14 dicembre 2001 | LINEAR                     |
| 282219 - | 2001 XN130               | 14 dicembre 2001 | LINEAR                     |
| 282220 - | 2001 XT218               | 15 dicembre 2001 | LINEAR                     |
| 282221 - | 2001 XE262               | 12 dicembre 2001 | NEAT                       |
| 282222 - | 2001 YO1                 | 18 dicembre 2001 | LINEAR                     |
| 282223 - | 2001 YK78                | 18 dicembre 2001 | LINEAR                     |
| 282224 - | 2001 YK155               | 20 dicembre 2001 | NEAT                       |
| 282225 - | 2001 YB162               | 19 dicembre 2001 | Asiago-DLR Asteroid Survey |
| 282226 - | 2002 AU17                | 9 gennaio 2002   | LINEAR                     |
| 282227 - | 2002 AS20                | 6 gennaio 2002   | NEAT                       |
| 282228 - | 2002 AG22                | 9 gennaio 2002   | LINEAR                     |
| 282229 - | 2002 AZ65                | 12 gennaio 2002  | LINEAR                     |
| 282230 - | 2002 AM143               | 13 gennaio 2002  | LINEAR                     |
| 282231 - | 2002 BS24                | 23 gennaio 2002  | LINEAR                     |
| 282232 - | 2002 CC34                | 6 febbraio 2002  | LINEAR                     |
| 282233 - | 2002 CA129               | 7 febbraio 2002  | LINEAR                     |
| 282234 - | 2002 CY188               | 10 febbraio 2002 | LINEAR                     |
| 282235 - | 2002 CF210               | 10 febbraio 2002 | LINEAR                     |
| 282236 - | 2002 CJ223               | 11 febbraio 2002 | LINEAR                     |
| 282237 - | 2002 CR279               | 7 febbraio 2002  | Spacewatch                 |
| 282238 - | 2002 CN281               | 8 febbraio 2002  | Spacewatch                 |
| 282239 - | 2002 CP304               | 15 febbraio 2002 | LINEAR                     |
| 282240 - | 2002 CW309               | 6 febbraio 2002  | NEAT                       |
| 282241 - | 2002 CE314               | 6 febbraio 2002  | NEAT                       |
| 282242 - | 2002 DM8                 | 19 febbraio 2002 | LINEAR                     |
| 282243 - | 2002 ES79                | 11 marzo 2002    | NEAT                       |
| 282244 - | 2002 EZ160               | 12 marzo 2002    | Sloan Digital Sky Survey   |
| 282245 - | 2002 GJ6                 | 13 aprile 2002   | NEAT                       |
| 282246 - | 2002 GE11                | 12 aprile 2002   | Yeung, W. K. Y.            |
| 282247 - | 2002 GO49                | 5 aprile 2002    | NEAT                       |
| 282248 - | 2002 GD61                | 8 aprile 2002    | NEAT                       |
| 282249 - | 2002 GA69                | 8 aprile 2002    | NEAT                       |
| 282250 - | 2002 GW115               | 11 aprile 2002   | LINEAR                     |
| 282251 - | 2002 GH160               | 15 aprile 2002   | NEAT                       |
| 282252 - | 2002 GJ183               | 2 aprile 2002    | Spacewatch                 |
| 282253 - | 2002 GM183               | 8 aprile 2002    | NEAT                       |
| 282254 - | 2002 HP12                | 21 aprile 2002   | NEAT                       |
| 282255 - | 2002 JX49                | 9 maggio 2002    | LINEAR                     |
| 282256 - | 2002 JH67                | 10 maggio 2002   | LINEAR                     |
| 282257 - | 2002 JA75                | 9 maggio 2002    | LINEAR                     |
| 282258 - | 2002 JQ90                | 11 maggio 2002   | LINEAR                     |
| 282259 - | 2002 JZ98                | 13 maggio 2002   | NEAT                       |
| 282260 - | 2002 JT116               | 4 maggio 2002    | NEAT                       |
| 282261 - | 2002 JV116               | 4 maggio 2002    | NEAT                       |
| 282262 - | 2002 JK131               | 9 aprile 2002    | LINEAR                     |
| 282263 - | 2002 JJ145               | 14 maggio 2002   | LINEAR                     |
| 282264 - | 2002 JT149               | 10 maggio 2002   | NEAT                       |
| 282265 - | 2002 KP14                | 30 maggio 2002   | NEAT                       |
| 282266 - | 2002 LS18                | 6 giugno 2002    | LINEAR                     |
| 282267 - | 2002 LY61                | 12 giugno 2002   | NEAT                       |
| 282268 - | 2002 NB4                 | 1º luglio 2002   | NEAT                       |
| 282269 - | 2002 NQ17                | 13 luglio 2002   | NEAT                       |
| 282270 - | 2002 NP25                | 9 luglio 2002    | LINEAR                     |
| 282271 - | 2002 NL66                | 9 luglio 2002    | NEAT                       |
| 282272 - | 2002 NT75                | 21 ottobre 2003  | Spacewatch                 |
| 282273 - | 2002 NU76                | 9 ottobre 2007   | Spacewatch                 |
| 282274 - | 2002 OB6                 | 20 luglio 2002   | NEAT                       |
| 282275 - | 2002 OM12                | 25 luglio 2002   | NEAT                       |
| 282276 - | 2002 OQ14                | 18 luglio 2002   | LINEAR                     |
| 282277 - | 2002 OR15                | 18 luglio 2002   | LINEAR                     |
| 282278 - | 2002 OB16                | 18 luglio 2002   | LINEAR                     |
| 282279 - | 2002 OH18                | 18 luglio 2002   | LINEAR                     |
| 282280 - | 2002 OQ21                | 18 luglio 2002   | NEAT                       |
| 282281 - | 2002 PF16                | 6 agosto 2002    | NEAT                       |
| 282282 - | 2002 PK38                | 6 agosto 2002    | NEAT                       |
| 282283 - | 2002 PJ41                | 4 agosto 2002    | LINEAR                     |
| 282284 - | 2002 PW63                | 4 agosto 2002    | NEAT                       |
| 282285 - | 2002 PS69                | 11 agosto 2002   | LINEAR                     |
| 282286 - | 2002 PM83                | 10 agosto 2002   | LINEAR                     |
| 282287 - | 2002 PX89                | 11 agosto 2002   | LINEAR                     |
| 282288 - | 2002 PS109               | 13 agosto 2002   | LINEAR                     |
| 282289 - | 2002 PV123               | 13 agosto 2002   | LONEOS                     |
| 282290 - | 2002 PU128               | 14 agosto 2002   | LINEAR                     |
| 282291 - | 2002 PF131               | 7 agosto 2002    | NEAT                       |
| 282292 - | 2002 PK170               | 15 agosto 2002   | NEAT                       |
| 282293 - | 2002 QP                  | 16 agosto 2002   | LINEAR                     |
| 282294 - | 2002 QN5                 | 16 agosto 2002   | NEAT                       |
| 282295 - | 2002 QB14                | 26 agosto 2002   | NEAT                       |
| 282296 - | 2002 QF38                | 30 agosto 2002   | Spacewatch                 |
| 282297 - | 2002 QW79                | 28 agosto 2002   | NEAT                       |
| 282298 - | 2002 QR82                | 16 agosto 2002   | NEAT                       |
| 282299 - | 2002 QA119               | 18 agosto 2002   | NEAT                       |
| 282300 - | 2002 QT127               | 29 agosto 2002   | NEAT                       |

## 282301-282400
| Nome     | Designazione provvisoria | Data di scoperta  | Scopritore               |
| -------- | ------------------------ | ----------------- | ------------------------ |
| 282301 - | 2002 RT4                 | 3 settembre 2002  | NEAT                     |
| 282302 - | 2002 RA118               | 3 settembre 2002  | NEAT                     |
| 282303 - | 2002 RN255               | 3 settembre 2002  | NEAT                     |
| 282304 - | 2002 SL46                | 29 settembre 2002 | NEAT                     |
| 282305 - | 2002 SQ51                | 17 settembre 2002 | NEAT                     |
| 282306 - | 2002 TC6                 | 1º ottobre 2002   | LINEAR                   |
| 282307 - | 2002 TX12                | 1º ottobre 2002   | LONEOS                   |
| 282308 - | 2002 TH26                | 2 ottobre 2002    | LINEAR                   |
| 282309 - | 2002 TY71                | 3 ottobre 2002    | NEAT                     |
| 282310 - | 2002 TA82                | 1º ottobre 2002   | NEAT                     |
| 282311 - | 2002 TW90                | 3 ottobre 2002    | NEAT                     |
| 282312 - | 2002 TP95                | 3 ottobre 2002    | NEAT                     |
| 282313 - | 2002 TO112               | 3 ottobre 2002    | NEAT                     |
| 282314 - | 2002 TQ116               | 3 ottobre 2002    | NEAT                     |
| 282315 - | 2002 TD132               | 4 ottobre 2002    | LINEAR                   |
| 282316 - | 2002 TG136               | 4 ottobre 2002    | LONEOS                   |
| 282317 - | 2002 TT138               | 4 ottobre 2002    | LONEOS                   |
| 282318 - | 2002 TS146               | 4 ottobre 2002    | LINEAR                   |
| 282319 - | 2002 TS159               | 5 ottobre 2002    | NEAT                     |
| 282320 - | 2002 TW171               | 4 ottobre 2002    | NEAT                     |
| 282321 - | 2002 TB192               | 5 ottobre 2002    | LONEOS                   |
| 282322 - | 2002 TG193               | 3 ottobre 2002    | LINEAR                   |
| 282323 - | 2002 TN218               | 5 ottobre 2002    | LINEAR                   |
| 282324 - | 2002 TB231               | 8 ottobre 2002    | NEAT                     |
| 282325 - | 2002 TM232               | 6 ottobre 2002    | LINEAR                   |
| 282326 - | 2002 TW313               | 4 ottobre 2002    | Sloan Digital Sky Survey |
| 282327 - | 2002 TB314               | 4 ottobre 2002    | Sloan Digital Sky Survey |
| 282328 - | 2002 TD315               | 4 ottobre 2002    | Sloan Digital Sky Survey |
| 282329 - | 2002 TP315               | 4 ottobre 2002    | Sloan Digital Sky Survey |
| 282330 - | 2002 TG384               | 15 ottobre 2002   | NEAT                     |
| 282331 - | 2002 UK35                | 31 ottobre 2002   | NEAT                     |
| 282332 - | 2002 UO42                | 30 ottobre 2002   | Spacewatch               |
| 282333 - | 2002 UX51                | 29 ottobre 2002   | Sloan Digital Sky Survey |
| 282334 - | 2002 UN59                | 29 ottobre 2002   | Sloan Digital Sky Survey |
| 282335 - | 2002 UV70                | 30 ottobre 2002   | NEAT                     |
| 282336 - | 2002 VT                  | 1º novembre 2002  | NEAT                     |
| 282337 - | 2002 VC3                 | 1º novembre 2002  | NEAT                     |
| 282338 - | 2002 VQ11                | 1º novembre 2002  | NEAT                     |
| 282339 - | 2002 VW93                | 12 novembre 2002  | LINEAR                   |
| 282340 - | 2002 XM21                | 2 dicembre 2002   | LINEAR                   |
| 282341 - | 2002 XZ30                | 6 dicembre 2002   | LINEAR                   |
| 282342 - | 2002 XA33                | 6 dicembre 2002   | LINEAR                   |
| 282343 - | 2002 XB47                | 8 dicembre 2002   | NEAT                     |
| 282344 - | 2002 XN117               | 7 dicembre 2002   | NEAT                     |
| 282345 - | 2002 YE5                 | 28 dicembre 2002  | LINEAR                   |
| 282346 - | 2002 YY32                | 28 dicembre 2002  | Spacewatch               |
| 282347 - | 2003 AZ22                | 7 gennaio 2003    | LINEAR                   |
| 282348 - | 2003 AF41                | 7 gennaio 2003    | LINEAR                   |
| 282349 - | 2003 BA56                | 28 gennaio 2003   | Spacewatch               |
| 282350 - | 2003 BW72                | 28 gennaio 2003   | NEAT                     |
| 282351 - | 2003 DQ2                 | 22 febbraio 2003  | NEAT                     |
| 282352 - | 2003 FN75                | 27 marzo 2003     | NEAT                     |
| 282353 - | 2003 FS91                | 29 marzo 2003     | LONEOS                   |
| 282354 - | 2003 FZ107               | 31 marzo 2003     | LONEOS                   |
| 282355 - | 2003 FC124               | 30 marzo 2003     | Buie, M. W.              |
| 282356 - | 2003 GE1                 | 1º aprile 2003    | LINEAR                   |
| 282357 - | 2003 HL1                 | 22 aprile 2003    | McNaught, R. H.          |
| 282358 - | 2003 HK5                 | 24 aprile 2003    | Spacewatch               |
| 282359 - | 2003 HG16                | 25 aprile 2003    | CINEOS                   |
| 282360 - | 2003 HR22                | 25 aprile 2003    | LINEAR                   |
| 282361 - | 2003 KD19                | 29 maggio 2003    | Spacewatch               |
| 282362 - | 2003 LS2                 | 3 giugno 2003     | LONEOS                   |
| 282363 - | 2003 MD2                 | 22 giugno 2003    | LONEOS                   |
| 282364 - | 2003 NR2                 | 2 luglio 2003     | LINEAR                   |
| 282365 - | 2003 NU11                | 3 luglio 2003     | Spacewatch               |
| 282366 - | 2003 OO10                | 27 luglio 2003    | Broughton, J.            |
| 282367 - | 2003 OD11                | 21 luglio 2003    | NEAT                     |
| 282368 - | 2003 OA13                | 25 luglio 2003    | LINEAR                   |
| 282369 - | 2003 OB19                | 30 luglio 2003    | NEAT                     |
| 282370 - | 2003 PR9                 | 1º agosto 2003    | LINEAR                   |
| 282371 - | 2003 PB13                | 4 agosto 2003     | NEAT                     |
| 282372 - | 2003 QN15                | 20 agosto 2003    | NEAT                     |
| 282373 - | 2003 QK16                | 20 agosto 2003    | CINEOS                   |
| 282374 - | 2003 QW21                | 20 agosto 2003    | NEAT                     |
| 282375 - | 2003 QT33                | 22 agosto 2003    | NEAT                     |
| 282376 - | 2003 QH40                | 22 agosto 2003    | LINEAR                   |
| 282377 - | 2003 QN60                | 23 agosto 2003    | LINEAR                   |
| 282378 - | 2003 QQ63                | 23 agosto 2003    | LINEAR                   |
| 282379 - | 2003 QU71                | 25 agosto 2003    | NEAT                     |
| 282380 - | 2003 QL86                | 25 agosto 2003    | NEAT                     |
| 282381 - | 2003 QS109               | 26 agosto 2003    | NEAT                     |
| 282382 - | 2003 RU22                | 1º settembre 2003 | LINEAR                   |
| 282383 - | 2003 RU25                | 15 settembre 2003 | NEAT                     |
| 282384 - | 2003 SB11                | 17 settembre 2003 | Spacewatch               |
| 282385 - | 2003 SU26                | 18 settembre 2003 | NEAT                     |
| 282386 - | 2003 SN35                | 18 settembre 2003 | NEAT                     |
| 282387 - | 2003 SC38                | 16 settembre 2003 | NEAT                     |
| 282388 - | 2003 SM81                | 19 settembre 2003 | NEAT                     |
| 282389 - | 2003 SA98                | 19 settembre 2003 | NEAT                     |
| 282390 - | 2003 SQ118               | 16 settembre 2003 | Spacewatch               |
| 282391 - | 2003 SK131               | 19 settembre 2003 | Spacewatch               |
| 282392 - | 2003 SX145               | 18 settembre 2003 | NEAT                     |
| 282393 - | 2003 SR194               | 20 settembre 2003 | NEAT                     |
| 282394 - | 2003 ST196               | 20 settembre 2003 | NEAT                     |
| 282395 - | 2003 SY214               | 27 settembre 2003 | LINEAR                   |
| 282396 - | 2003 SA222               | 27 settembre 2003 | LINEAR                   |
| 282397 - | 2003 SU257               | 28 settembre 2003 | LINEAR                   |
| 282398 - | 2003 SM273               | 27 settembre 2003 | LINEAR                   |
| 282399 - | 2003 SV294               | 28 settembre 2003 | LINEAR                   |
| 282400 - | 2003 SQ303               | 17 settembre 2003 | NEAT                     |

## 282401-282500
| Nome     | Designazione provvisoria | Data di scoperta  | Scopritore                  |
| -------- | ------------------------ | ----------------- | --------------------------- |
| 282401 - | 2003 SF305               | 17 settembre 2003 | NEAT                        |
| 282402 - | 2003 SA313               | 17 settembre 2003 | NEAT                        |
| 282403 - | 2003 SV320               | 18 settembre 2003 | Spacewatch                  |
| 282404 - | 2003 SH336               | 26 settembre 2003 | Sloan Digital Sky Survey    |
| 282405 - | 2003 TW13                | 5 ottobre 2003    | LINEAR                      |
| 282406 - | 2003 TR21                | 1º ottobre 2003   | LONEOS                      |
| 282407 - | 2003 TC56                | 5 ottobre 2003    | Spacewatch                  |
| 282408 - | 2003 UW8                 | 18 ottobre 2003   | Uppsala-DLR Asteroid Survey |
| 282409 - | 2003 UL11                | 20 ottobre 2003   | LINEAR                      |
| 282410 - | 2003 UX14                | 16 ottobre 2003   | Spacewatch                  |
| 282411 - | 2003 UJ17                | 17 ottobre 2003   | Spacewatch                  |
| 282412 - | 2003 UF62                | 16 ottobre 2003   | LONEOS                      |
| 282413 - | 2003 UQ144               | 18 ottobre 2003   | LONEOS                      |
| 282414 - | 2003 UQ179               | 21 ottobre 2003   | LINEAR                      |
| 282415 - | 2003 UK200               | 21 ottobre 2003   | LINEAR                      |
| 282416 - | 2003 UX202               | 21 ottobre 2003   | NEAT                        |
| 282417 - | 2003 UA205               | 22 ottobre 2003   | LINEAR                      |
| 282418 - | 2003 UF213               | 23 ottobre 2003   | NEAT                        |
| 282419 - | 2003 UX223               | 22 ottobre 2003   | LINEAR                      |
| 282420 - | 2003 UB251               | 25 ottobre 2003   | LINEAR                      |
| 282421 - | 2003 UQ274               | 30 ottobre 2003   | LINEAR                      |
| 282422 - | 2003 UF322               | 16 ottobre 2003   | Spacewatch                  |
| 282423 - | 2003 UZ323               | 17 ottobre 2003   | Sloan Digital Sky Survey    |
| 282424 - | 2003 UM362               | 20 ottobre 2003   | Spacewatch                  |
| 282425 - | 2003 UQ374               | 22 ottobre 2003   | Sloan Digital Sky Survey    |
| 282426 - | 2003 UO381               | 22 ottobre 2003   | Sloan Digital Sky Survey    |
| 282427 - | 2003 WG54                | 20 novembre 2003  | LINEAR                      |
| 282428 - | 2003 WU66                | 19 novembre 2003  | Spacewatch                  |
| 282429 - | 2003 WW78                | 20 novembre 2003  | LINEAR                      |
| 282430 - | 2003 WS86                | 21 novembre 2003  | LINEAR                      |
| 282431 - | 2003 WU86                | 21 novembre 2003  | LINEAR                      |
| 282432 - | 2003 WK89                | 16 novembre 2003  | CSS                         |
| 282433 - | 2003 WO137               | 21 novembre 2003  | LINEAR                      |
| 282434 - | 2003 WX139               | 21 novembre 2003  | LINEAR                      |
| 282435 - | 2003 WY161               | 30 novembre 2003  | LINEAR                      |
| 282436 - | 2003 WR189               | 21 novembre 2003  | CSS                         |
| 282437 - | 2003 XE6                 | 3 dicembre 2003   | LINEAR                      |
| 282438 - | 2003 XV21                | 15 dicembre 2003  | NEAT                        |
| 282439 - | 2003 XE22                | 14 dicembre 2003  | LINEAR                      |
| 282440 - | 2003 YL35                | 19 dicembre 2003  | LINEAR                      |
| 282441 - | 2003 YY42                | 19 dicembre 2003  | Spacewatch                  |
| 282442 - | 2003 YX55                | 19 dicembre 2003  | LINEAR                      |
| 282443 - | 2003 YT90                | 20 dicembre 2003  | LINEAR                      |
| 282444 - | 2003 YJ102               | 19 dicembre 2003  | LINEAR                      |
| 282445 - | 2003 YP102               | 19 dicembre 2003  | LINEAR                      |
| 282446 - | 2003 YK152               | 29 dicembre 2003  | LINEAR                      |
| 282447 - | 2004 BC35                | 19 gennaio 2004   | Spacewatch                  |
| 282448 - | 2004 BL81                | 26 gennaio 2004   | LONEOS                      |
| 282449 - | 2004 BS100               | 28 gennaio 2004   | Spacewatch                  |
| 282450 - | 2004 BE109               | 28 gennaio 2004   | Spacewatch                  |
| 282451 - | 2004 BH151               | 18 gennaio 2004   | NEAT                        |
| 282452 - | 2004 CT18                | 10 febbraio 2004  | NEAT                        |
| 282453 - | 2004 CH32                | 12 febbraio 2004  | Spacewatch                  |
| 282454 - | 2004 CP47                | 14 febbraio 2004  | Spacewatch                  |
| 282455 - | 2004 CY48                | 15 febbraio 2004  | NEAT                        |
| 282456 - | 2004 CB68                | 10 febbraio 2004  | NEAT                        |
| 282457 - | 2004 CY88                | 11 febbraio 2004  | Spacewatch                  |
| 282458 - | 2004 CC99                | 15 febbraio 2004  | LINEAR                      |
| 282459 - | 2004 CF113               | 13 febbraio 2004  | LONEOS                      |
| 282460 - | 2004 DN11                | 16 febbraio 2004  | Spacewatch                  |
| 282461 - | 2004 DO33                | 18 febbraio 2004  | LINEAR                      |
| 282462 - | 2004 DO35                | 19 febbraio 2004  | LINEAR                      |
| 282463 - | 2004 EJ59                | 15 marzo 2004     | NEAT                        |
| 282464 - | 2004 FY                  | 16 marzo 2004     | Goodricke-Pigott            |
| 282465 - | 2004 FF13                | 16 marzo 2004     | CSS                         |
| 282466 - | 2004 FK30                | 20 marzo 2004     | Siding Spring Survey        |
| 282467 - | 2004 FS56                | 16 marzo 2004     | Spacewatch                  |
| 282468 - | 2004 FF61                | 19 marzo 2004     | LINEAR                      |
| 282469 - | 2004 FE141               | 27 marzo 2004     | LINEAR                      |
| 282470 - | 2004 FY143               | 28 marzo 2004     | LINEAR                      |
| 282471 - | 2004 GZ4                 | 11 aprile 2004    | NEAT                        |
| 282472 - | 2004 GF21                | 11 aprile 2004    | NEAT                        |
| 282473 - | 2004 GZ23                | 13 aprile 2004    | CSS                         |
| 282474 - | 2004 GZ28                | 9 aprile 2004     | Siding Spring Survey        |
| 282475 - | 2004 GE38                | 14 aprile 2004    | NEAT                        |
| 282476 - | 2004 GN50                | 12 aprile 2004    | Spacewatch                  |
| 282477 - | 2004 HU56                | 27 aprile 2004    | LINEAR                      |
| 282478 - | 2004 JP11                | 13 maggio 2004    | LINEAR                      |
| 282479 - | 2004 KL10                | 21 maggio 2004    | LINEAR                      |
| 282480 - | 2004 KW10                | 19 maggio 2004    | Spacewatch                  |
| 282481 - | 2004 KO12                | 22 maggio 2004    | CSS                         |
| 282482 - | 2004 LP16                | 12 giugno 2004    | Siding Spring Survey        |
| 282483 - | 2004 MG6                 | 19 giugno 2004    | CSS                         |
| 282484 - | 2004 NL5                 | 10 luglio 2004    | CSS                         |
| 282485 - | 2004 NQ13                | 11 luglio 2004    | LINEAR                      |
| 282486 - | 2004 NL18                | 14 luglio 2004    | LINEAR                      |
| 282487 - | 2004 NW19                | 14 luglio 2004    | LINEAR                      |
| 282488 - | 2004 NW32                | 11 luglio 2004    | LINEAR                      |
| 282489 - | 2004 OL1                 | 16 luglio 2004    | LINEAR                      |
| 282490 - | 2004 PY5                 | 6 agosto 2004     | NEAT                        |
| 282491 - | 2004 PC9                 | 6 agosto 2004     | NEAT                        |
| 282492 - | 2004 PE11                | 7 agosto 2004     | NEAT                        |
| 282493 - | 2004 PB15                | 7 agosto 2004     | NEAT                        |
| 282494 - | 2004 PZ26                | 8 agosto 2004     | Siding Spring Survey        |
| 282495 - | 2004 PK34                | 8 agosto 2004     | LONEOS                      |
| 282496 - | 2004 PW40                | 9 agosto 2004     | LINEAR                      |
| 282497 - | 2004 PC43                | 5 agosto 2004     | NEAT                        |
| 282498 - | 2004 PA54                | 8 agosto 2004     | LONEOS                      |
| 282499 - | 2004 PE55                | 8 agosto 2004     | NEAT                        |
| 282500 - | 2004 PL62                | 10 agosto 2004    | CINEOS                      |

## 282501-282600
| Nome     | Designazione provvisoria | Data di scoperta  | Scopritore           |
| -------- | ------------------------ | ----------------- | -------------------- |
| 282501 - | 2004 PJ64                | 10 agosto 2004    | LINEAR               |
| 282502 - | 2004 PK83                | 10 agosto 2004    | LINEAR               |
| 282503 - | 2004 PM94                | 10 agosto 2004    | LINEAR               |
| 282504 - | 2004 PA101               | 11 agosto 2004    | LINEAR               |
| 282505 - | 2004 PA102               | 11 agosto 2004    | LINEAR               |
| 282506 - | 2004 PD102               | 11 agosto 2004    | Siding Spring Survey |
| 282507 - | 2004 PW102               | 12 agosto 2004    | LINEAR               |
| 282508 - | 2004 PZ112               | 15 agosto 2004    | NEAT                 |
| 282509 - | 2004 PL114               | 9 agosto 2004     | LINEAR               |
| 282510 - | 2004 QJ10                | 21 agosto 2004    | Siding Spring Survey |
| 282511 - | 2004 QL20                | 25 agosto 2004    | LINEAR               |
| 282512 - | 2004 QU27                | 20 agosto 2004    | Spacewatch           |
| 282513 - | 2004 RR7                 | 6 settembre 2004  | NEAT                 |
| 282514 - | 2004 RN45                | 8 settembre 2004  | LINEAR               |
| 282515 - | 2004 RY46                | 8 settembre 2004  | LINEAR               |
| 282516 - | 2004 RH48                | 8 settembre 2004  | LINEAR               |
| 282517 - | 2004 RT54                | 8 settembre 2004  | LINEAR               |
| 282518 - | 2004 RX66                | 8 settembre 2004  | LINEAR               |
| 282519 - | 2004 RA75                | 8 settembre 2004  | LINEAR               |
| 282520 - | 2004 RW79                | 7 settembre 2004  | LINEAR               |
| 282521 - | 2004 RV85                | 6 settembre 2004  | Siding Spring Survey |
| 282522 - | 2004 RP97                | 8 settembre 2004  | LINEAR               |
| 282523 - | 2004 RX103               | 8 settembre 2004  | NEAT                 |
| 282524 - | 2004 RJ155               | 10 settembre 2004 | LINEAR               |
| 282525 - | 2004 RS169               | 8 settembre 2004  | LINEAR               |
| 282526 - | 2004 RF180               | 10 settembre 2004 | LINEAR               |
| 282527 - | 2004 RK180               | 10 settembre 2004 | LINEAR               |
| 282528 - | 2004 RK194               | 10 settembre 2004 | LINEAR               |
| 282529 - | 2004 RG195               | 10 settembre 2004 | LINEAR               |
| 282530 - | 2004 RV203               | 12 settembre 2004 | NEAT                 |
| 282531 - | 2004 RR215               | 11 settembre 2004 | LINEAR               |
| 282532 - | 2004 RM224               | 8 settembre 2004  | NEAT                 |
| 282533 - | 2004 RU234               | 10 settembre 2004 | Spacewatch           |
| 282534 - | 2004 RD248               | 12 settembre 2004 | LINEAR               |
| 282535 - | 2004 RF257               | 9 settembre 2004  | LINEAR               |
| 282536 - | 2004 RZ260               | 10 settembre 2004 | Spacewatch           |
| 282537 - | 2004 RF277               | 13 settembre 2004 | Spacewatch           |
| 282538 - | 2004 RX289               | 9 settembre 2004  | LINEAR               |
| 282539 - | 2004 RC316               | 8 settembre 2004  | Bickel, W.           |
| 282540 - | 2004 RE325               | 13 settembre 2004 | LINEAR               |
| 282541 - | 2004 ST13                | 17 settembre 2004 | LINEAR               |
| 282542 - | 2004 SB59                | 17 settembre 2004 | LINEAR               |
| 282543 - | 2004 ST60                | 21 settembre 2004 | LONEOS               |
| 282544 - | 2004 TB54                | 4 ottobre 2004    | Spacewatch           |
| 282545 - | 2004 TL68                | 5 ottobre 2004    | LONEOS               |
| 282546 - | 2004 TG121               | 7 ottobre 2004    | LONEOS               |
| 282547 - | 2004 TE131               | 7 ottobre 2004    | LONEOS               |
| 282548 - | 2004 TV160               | 6 ottobre 2004    | Spacewatch           |
| 282549 - | 2004 TN199               | 7 ottobre 2004    | Spacewatch           |
| 282550 - | 2004 TX199               | 7 ottobre 2004    | Spacewatch           |
| 282551 - | 2004 TG215               | 10 ottobre 2004   | Spacewatch           |
| 282552 - | 2004 TV328               | 4 ottobre 2004    | NEAT                 |
| 282553 - | 2004 TF346               | 15 ottobre 2004   | Spacewatch           |
| 282554 - | 2004 TH356               | 13 ottobre 2004   | LONEOS               |
| 282555 - | 2004 TU356               | 14 ottobre 2004   | LONEOS               |
| 282556 - | 2004 UN9                 | 16 ottobre 2004   | LINEAR               |
| 282557 - | 2004 VM11                | 3 novembre 2004   | NEAT                 |
| 282558 - | 2004 VK28                | 7 novembre 2004   | LINEAR               |
| 282559 - | 2004 WS6                 | 19 novembre 2004  | LINEAR               |
| 282560 - | 2004 XW35                | 9 dicembre 2004   | Jarnac               |
| 282561 - | 2004 XO61                | 2 dicembre 2004   | LINEAR               |
| 282562 - | 2004 XO66                | 3 dicembre 2004   | Spacewatch           |
| 282563 - | 2004 XR68                | 7 dicembre 2004   | LINEAR               |
| 282564 - | 2004 XE80                | 10 dicembre 2004  | LONEOS               |
| 282565 - | 2004 XZ80                | 10 dicembre 2004  | LINEAR               |
| 282566 - | 2004 XY90                | 11 dicembre 2004  | Spacewatch           |
| 282567 - | 2004 XH95                | 11 dicembre 2004  | Spacewatch           |
| 282568 - | 2004 YJ14                | 18 dicembre 2004  | Mt. Lemmon Survey    |
| 282569 - | 2004 YF24                | 16 dicembre 2004  | Spacewatch           |
| 282570 - | 2005 AT28                | 15 gennaio 2005   | LINEAR               |
| 282571 - | 2005 AX34                | 13 gennaio 2005   | LINEAR               |
| 282572 - | 2005 AH38                | 13 gennaio 2005   | CSS                  |
| 282573 - | 2005 AE40                | 15 gennaio 2005   | LINEAR               |
| 282574 - | 2005 AB41                | 15 gennaio 2005   | LINEAR               |
| 282575 - | 2005 AM55                | 15 gennaio 2005   | LINEAR               |
| 282576 - | 2005 AP55                | 15 gennaio 2005   | LINEAR               |
| 282577 - | 2005 CU                  | 1º febbraio 2005  | CSS                  |
| 282578 - | 2005 CG4                 | 1º febbraio 2005  | Spacewatch           |
| 282579 - | 2005 CU13                | 2 febbraio 2005   | Spacewatch           |
| 282580 - | 2005 CQ15                | 2 febbraio 2005   | CSS                  |
| 282581 - | 2005 CS61                | 9 febbraio 2005   | LINEAR               |
| 282582 - | 2005 EG102               | 3 marzo 2005      | CSS                  |
| 282583 - | 2005 EW138               | 9 marzo 2005      | Mt. Lemmon Survey    |
| 282584 - | 2005 EV145               | 10 marzo 2005     | Mt. Lemmon Survey    |
| 282585 - | 2005 ED146               | 10 marzo 2005     | Mt. Lemmon Survey    |
| 282586 - | 2005 EX171               | 7 marzo 2005      | LINEAR               |
| 282587 - | 2005 EW173               | 8 marzo 2005      | Spacewatch           |
| 282588 - | 2005 EX174               | 8 marzo 2005      | LINEAR               |
| 282589 - | 2005 EP203               | 11 marzo 2005     | Spacewatch           |
| 282590 - | 2005 EU217               | 9 marzo 2005      | Mt. Lemmon Survey    |
| 282591 - | 2005 EC236               | 10 marzo 2005     | Mt. Lemmon Survey    |
| 282592 - | 2005 EL252               | 10 marzo 2005     | Mt. Lemmon Survey    |
| 282593 - | 2005 EQ264               | 13 marzo 2005     | Spacewatch           |
| 282594 - | 2005 EF275               | 8 marzo 2005      | LONEOS               |
| 282595 - | 2005 FU1                 | 16 marzo 2005     | Mt. Lemmon Survey    |
| 282596 - | 2005 FG6                 | 31 marzo 2005     | LONEOS               |
| 282597 - | 2005 GK31                | 4 aprile 2005     | CSS                  |
| 282598 - | 2005 GF50                | 5 aprile 2005     | Mt. Lemmon Survey    |
| 282599 - | 2005 GX55                | 6 aprile 2005     | Mt. Lemmon Survey    |
| 282600 - | 2005 GR82                | 4 aprile 2005     | Mt. Lemmon Survey    |

## 282601-282700
| Nome              | Designazione provvisoria | Data di scoperta  | Scopritore        |
| ----------------- | ------------------------ | ----------------- | ----------------- |
| 282601 -          | 2005 GA94                | 6 aprile 2005     | CSS               |
| 282602 -          | 2005 GY114               | 10 aprile 2005    | Mt. Lemmon Survey |
| 282603 -          | 2005 GP130               | 8 aprile 2005     | LINEAR            |
| 282604 -          | 2005 GQ151               | 12 aprile 2005    | Mt. Lemmon Survey |
| 282605 -          | 2005 GA153               | 13 aprile 2005    | LONEOS            |
| 282606 -          | 2005 GW154               | 10 aprile 2005    | Mt. Lemmon Survey |
| 282607 -          | 2005 GR163               | 10 aprile 2005    | Mt. Lemmon Survey |
| 282608 -          | 2005 GN177               | 15 aprile 2005    | Spacewatch        |
| 282609 -          | 2005 JN2                 | 3 maggio 2005     | Spacewatch        |
| 282610 -          | 2005 JV20                | 4 maggio 2005     | CSS               |
| 282611 -          | 2005 JH24                | 3 maggio 2005     | Spacewatch        |
| 282612 -          | 2005 JQ31                | 4 maggio 2005     | NEAT              |
| 282613 -          | 2005 JA33                | 4 maggio 2005     | CSS               |
| 282614 -          | 2005 JZ37                | 6 maggio 2005     | Mt. Lemmon Survey |
| 282615 -          | 2005 JH44                | 7 maggio 2005     | Mt. Lemmon Survey |
| 282616 -          | 2005 JZ51                | 4 maggio 2005     | Spacewatch        |
| 282617 -          | 2005 JK99                | 9 maggio 2005     | Spacewatch        |
| 282618 -          | 2005 JZ99                | 9 maggio 2005     | Spacewatch        |
| 282619 -          | 2005 JM100               | 9 maggio 2005     | Spacewatch        |
| 282620 -          | 2005 JK135               | 14 maggio 2005    | Mt. Lemmon Survey |
| 282621 -          | 2005 JG157               | 4 maggio 2005     | Spacewatch        |
| 282622 -          | 2005 KH7                 | 19 maggio 2005    | NEAT              |
| 282623 -          | 2005 LR19                | 8 giugno 2005     | Spacewatch        |
| 282624 -          | 2005 LN20                | 4 giugno 2005     | Spacewatch        |
| 282625 -          | 2005 LL28                | 9 giugno 2005     | Spacewatch        |
| 282626 -          | 2005 MQ4                 | 17 giugno 2005    | Spacewatch        |
| 282627 -          | 2005 PO24                | 10 agosto 2005    | Buie, M. W.       |
| 282628 -          | 2005 QC104               | 27 agosto 2005    | NEAT              |
| 282629 -          | 2005 QY182               | 27 agosto 2005    | NEAT              |
| 282630 Caroljones | 2005 RL50                | 3 settembre 2005  | Wiegert, P. A.    |
| 282631 -          | 2005 SV1                 | 23 settembre 2005 | Kusnirak, P.      |
| 282632 -          | 2005 SE34                | 23 settembre 2005 | Spacewatch        |
| 282633 -          | 2005 SG208               | 30 settembre 2005 | Spacewatch        |
| 282634 -          | 2005 SQ263               | 23 settembre 2005 | Spacewatch        |
| 282635 -          | 2005 SK276               | 29 settembre 2005 | Spacewatch        |
| 282636 -          | 2005 SH293               | 23 settembre 2005 | LONEOS            |
| 282637 -          | 2005 TT1                 | 1º ottobre 2005   | CSS               |
| 282638 -          | 2005 TY11                | 1º ottobre 2005   | CSS               |
| 282639 -          | 2005 TC46                | 9 ottobre 2005    | Ottmarsheim       |
| 282640 -          | 2005 TG63                | 4 ottobre 2005    | Mt. Lemmon Survey |
| 282641 -          | 2005 TK74                | 7 ottobre 2005    | LONEOS            |
| 282642 -          | 2005 TB100               | 7 ottobre 2005    | LINEAR            |
| 282643 -          | 2005 TQ104               | 8 ottobre 2005    | CSS               |
| 282644 -          | 2005 TN138               | 7 ottobre 2005    | CSS               |
| 282645 -          | 2005 TA172               | 10 ottobre 2005   | Spacewatch        |
| 282646 -          | 2005 UR17                | 22 ottobre 2005   | Spacewatch        |
| 282647 -          | 2005 UB53                | 23 ottobre 2005   | CSS               |
| 282648 -          | 2005 UM60                | 25 ottobre 2005   | CSS               |
| 282649 -          | 2005 UP98                | 22 ottobre 2005   | Spacewatch        |
| 282650 -          | 2005 UF99                | 22 ottobre 2005   | Spacewatch        |
| 282651 -          | 2005 UU106               | 22 ottobre 2005   | Spacewatch        |
| 282652 -          | 2005 UP113               | 22 ottobre 2005   | Spacewatch        |
| 282653 -          | 2005 UO141               | 25 ottobre 2005   | CSS               |
| 282654 -          | 2005 UF156               | 26 ottobre 2005   | CSS               |
| 282655 -          | 2005 US166               | 24 ottobre 2005   | Spacewatch        |
| 282656 -          | 2005 UU198               | 25 ottobre 2005   | Mt. Lemmon Survey |
| 282657 -          | 2005 UW312               | 29 ottobre 2005   | CSS               |
| 282658 -          | 2005 UJ347               | 30 ottobre 2005   | Spacewatch        |
| 282659 -          | 2005 UD352               | 29 ottobre 2005   | CSS               |
| 282660 -          | 2005 UR353               | 29 ottobre 2005   | CSS               |
| 282661 -          | 2005 UN393               | 27 ottobre 2005   | LONEOS            |
| 282662 -          | 2005 UJ399               | 31 ottobre 2005   | CSS               |
| 282663 -          | 2005 UE405               | 29 ottobre 2005   | Mt. Lemmon Survey |
| 282664 -          | 2005 UL436               | 30 ottobre 2005   | Mt. Lemmon Survey |
| 282665 -          | 2005 UT469               | 30 ottobre 2005   | Spacewatch        |
| 282666 -          | 2005 UE479               | 29 ottobre 2005   | Mt. Lemmon Survey |
| 282667 -          | 2005 UF513               | 26 ottobre 2005   | Spacewatch        |
| 282668 -          | 2005 UK521               | 26 ottobre 2005   | Becker, A. C.     |
| 282669 Erguël     | 2005 VD4                 | 6 novembre 2005   | Ory, M.           |
| 282670 -          | 2005 VP67                | 1º novembre 2005  | Mt. Lemmon Survey |
| 282671 -          | 2005 VC95                | 6 novembre 2005   | Spacewatch        |
| 282672 -          | 2005 WZ2                 | 20 novembre 2005  | NEAT              |
| 282673 -          | 2005 WX7                 | 21 novembre 2005  | CSS               |
| 282674 -          | 2005 WF44                | 21 novembre 2005  | Spacewatch        |
| 282675 -          | 2005 WX73                | 26 novembre 2005  | CSS               |
| 282676 -          | 2005 WO93                | 25 novembre 2005  | Mt. Lemmon Survey |
| 282677 -          | 2005 WN105               | 29 novembre 2005  | LINEAR            |
| 282678 -          | 2005 WG110               | 30 novembre 2005  | Spacewatch        |
| 282679 -          | 2005 WG119               | 28 novembre 2005  | LINEAR            |
| 282680 -          | 2005 WM179               | 21 novembre 2005  | LONEOS            |
| 282681 -          | 2005 WG180               | 21 novembre 2005  | CSS               |
| 282682 -          | 2005 WN180               | 22 novembre 2005  | Needville         |
| 282683 -          | 2005 XT2                 | 1º dicembre 2005  | Spacewatch        |
| 282684 -          | 2005 XB19                | 1º dicembre 2005  | LINEAR            |
| 282685 -          | 2005 XC24                | 2 dicembre 2005   | LINEAR            |
| 282686 -          | 2005 XB31                | 1º dicembre 2005  | LINEAR            |
| 282687 -          | 2005 YW27                | 22 dicembre 2005  | Spacewatch        |
| 282688 -          | 2005 YJ32                | 22 dicembre 2005  | Spacewatch        |
| 282689 -          | 2005 YO53                | 22 dicembre 2005  | Spacewatch        |
| 282690 -          | 2005 YN90                | 26 dicembre 2005  | Mt. Lemmon Survey |
| 282691 -          | 2005 YM164               | 29 dicembre 2005  | Spacewatch        |
| 282692 -          | 2005 YZ176               | 22 dicembre 2005  | Spacewatch        |
| 282693 -          | 2005 YD270               | 26 dicembre 2005  | Mt. Lemmon Survey |
| 282694 -          | 2006 AO5                 | 2 gennaio 2006    | CSS               |
| 282695 -          | 2006 AJ22                | 5 gennaio 2006    | CSS               |
| 282696 -          | 2006 AD62                | 5 gennaio 2006    | Spacewatch        |
| 282697 -          | 2006 AS86                | 6 gennaio 2006    | LONEOS            |
| 282698 -          | 2006 BF27                | 20 gennaio 2006   | Spacewatch        |
| 282699 -          | 2006 BY37                | 23 gennaio 2006   | CSS               |
| 282700 -          | 2006 BS43                | 23 gennaio 2006   | CSS               |

## 282701-282800
| Nome     | Designazione provvisoria | Data di scoperta | Scopritore           |
| -------- | ------------------------ | ---------------- | -------------------- |
| 282701 - | 2006 BD65                | 22 gennaio 2006  | Mt. Lemmon Survey    |
| 282702 - | 2006 BL74                | 23 gennaio 2006  | Spacewatch           |
| 282703 - | 2006 BF77                | 23 gennaio 2006  | Mt. Lemmon Survey    |
| 282704 - | 2006 BJ79                | 23 gennaio 2006  | Spacewatch           |
| 282705 - | 2006 BD96                | 26 gennaio 2006  | Spacewatch           |
| 282706 - | 2006 BZ96                | 26 gennaio 2006  | Mt. Lemmon Survey    |
| 282707 - | 2006 BK115               | 26 gennaio 2006  | Spacewatch           |
| 282708 - | 2006 BC122               | 26 gennaio 2006  | Spacewatch           |
| 282709 - | 2006 BC153               | 25 gennaio 2006  | Spacewatch           |
| 282710 - | 2006 BD156               | 25 gennaio 2006  | Spacewatch           |
| 282711 - | 2006 BX193               | 30 gennaio 2006  | Spacewatch           |
| 282712 - | 2006 BN199               | 30 gennaio 2006  | Spacewatch           |
| 282713 - | 2006 BP231               | 31 gennaio 2006  | Spacewatch           |
| 282714 - | 2006 BW244               | 31 gennaio 2006  | Spacewatch           |
| 282715 - | 2006 BG249               | 31 gennaio 2006  | Spacewatch           |
| 282716 - | 2006 BV257               | 31 gennaio 2006  | Spacewatch           |
| 282717 - | 2006 BZ264               | 31 gennaio 2006  | Spacewatch           |
| 282718 - | 2006 BH265               | 31 gennaio 2006  | Spacewatch           |
| 282719 - | 2006 BP270               | 31 gennaio 2006  | CSS                  |
| 282720 - | 2006 CD34                | 2 febbraio 2006  | Mt. Lemmon Survey    |
| 282721 - | 2006 CX65                | 4 febbraio 2006  | Mt. Lemmon Survey    |
| 282722 - | 2006 DD15                | 20 febbraio 2006 | Spacewatch           |
| 282723 - | 2006 DD39                | 21 febbraio 2006 | Mt. Lemmon Survey    |
| 282724 - | 2006 DV46                | 20 febbraio 2006 | Spacewatch           |
| 282725 - | 2006 DF57                | 24 febbraio 2006 | CSS                  |
| 282726 - | 2006 DU57                | 24 febbraio 2006 | Mt. Lemmon Survey    |
| 282727 - | 2006 DG71                | 21 febbraio 2006 | Mt. Lemmon Survey    |
| 282728 - | 2006 DK76                | 24 febbraio 2006 | Spacewatch           |
| 282729 - | 2006 DR78                | 24 febbraio 2006 | Spacewatch           |
| 282730 - | 2006 DB91                | 24 febbraio 2006 | Spacewatch           |
| 282731 - | 2006 DL119               | 20 febbraio 2006 | LINEAR               |
| 282732 - | 2006 DO130               | 25 febbraio 2006 | Mt. Lemmon Survey    |
| 282733 - | 2006 DA140               | 25 febbraio 2006 | Spacewatch           |
| 282734 - | 2006 DC196               | 21 febbraio 2006 | CSS                  |
| 282735 - | 2006 DK198               | 26 febbraio 2006 | CSS                  |
| 282736 - | 2006 DG200               | 24 febbraio 2006 | CSS                  |
| 282737 - | 2006 DO204               | 25 febbraio 2006 | CSS                  |
| 282738 - | 2006 DJ206               | 25 febbraio 2006 | Spacewatch           |
| 282739 - | 2006 DY213               | 25 febbraio 2006 | CSS                  |
| 282740 - | 2006 DR214               | 24 febbraio 2006 | Spacewatch           |
| 282741 - | 2006 DD217               | 27 febbraio 2006 | Spacewatch           |
| 282742 - | 2006 ET39                | 4 marzo 2006     | Mt. Lemmon Survey    |
| 282743 - | 2006 EZ51                | 4 marzo 2006     | Spacewatch           |
| 282744 - | 2006 EY70                | 3 marzo 2006     | CSS                  |
| 282745 - | 2006 FL7                 | 23 marzo 2006    | Spacewatch           |
| 282746 - | 2006 FO27                | 24 marzo 2006    | Mt. Lemmon Survey    |
| 282747 - | 2006 FL46                | 31 marzo 2006    | LONEOS               |
| 282748 - | 2006 GA3                 | 2 aprile 2006    | Schiaparelli         |
| 282749 - | 2006 GN35                | 7 aprile 2006    | CSS                  |
| 282750 - | 2006 GO39                | 2 aprile 2006    | LONEOS               |
| 282751 - | 2006 GW41                | 7 aprile 2006    | LONEOS               |
| 282752 - | 2006 GE49                | 2 aprile 2006    | LONEOS               |
| 282753 - | 2006 GK50                | 9 aprile 2006    | LONEOS               |
| 282754 - | 2006 HF13                | 19 aprile 2006   | Spacewatch           |
| 282755 - | 2006 HL14                | 19 aprile 2006   | Mt. Lemmon Survey    |
| 282756 - | 2006 HX17                | 21 aprile 2006   | Broughton, J.        |
| 282757 - | 2006 HE26                | 20 aprile 2006   | Spacewatch           |
| 282758 - | 2006 HK27                | 20 aprile 2006   | Mt. Lemmon Survey    |
| 282759 - | 2006 HO31                | 18 aprile 2006   | Spacewatch           |
| 282760 - | 2006 HB37                | 21 aprile 2006   | Spacewatch           |
| 282761 - | 2006 HU49                | 26 aprile 2006   | Spacewatch           |
| 282762 - | 2006 HV49                | 26 aprile 2006   | Spacewatch           |
| 282763 - | 2006 HA68                | 24 aprile 2006   | Mt. Lemmon Survey    |
| 282764 - | 2006 HT71                | 25 aprile 2006   | Spacewatch           |
| 282765 - | 2006 HT79                | 26 aprile 2006   | Spacewatch           |
| 282766 - | 2006 HV79                | 26 aprile 2006   | Spacewatch           |
| 282767 - | 2006 HT103               | 30 aprile 2006   | Spacewatch           |
| 282768 - | 2006 HZ105               | 29 aprile 2006   | Siding Spring Survey |
| 282769 - | 2006 HC106               | 30 aprile 2006   | Spacewatch           |
| 282770 - | 2006 HY151               | 19 aprile 2006   | Spacewatch           |
| 282771 - | 2006 JF26                | 3 maggio 2006    | Broughton, J.        |
| 282772 - | 2006 JU27                | 2 maggio 2006    | Mt. Lemmon Survey    |
| 282773 - | 2006 JG48                | 5 maggio 2006    | LONEOS               |
| 282774 - | 2006 JA49                | 14 maggio 2006   | NEAT                 |
| 282775 - | 2006 JO55                | 1º maggio 2006   | CSS                  |
| 282776 - | 2006 JB57                | 11 maggio 2006   | NEAT                 |
| 282777 - | 2006 KP11                | 19 maggio 2006   | NEAT                 |
| 282778 - | 2006 KH12                | 20 maggio 2006   | Spacewatch           |
| 282779 - | 2006 KZ13                | 20 maggio 2006   | Spacewatch           |
| 282780 - | 2006 KL16                | 21 maggio 2006   | Spacewatch           |
| 282781 - | 2006 KO16                | 21 maggio 2006   | CSS                  |
| 282782 - | 2006 KK18                | 21 maggio 2006   | Spacewatch           |
| 282783 - | 2006 KM26                | 20 maggio 2006   | Spacewatch           |
| 282784 - | 2006 KP37                | 22 maggio 2006   | Spacewatch           |
| 282785 - | 2006 KC53                | 21 maggio 2006   | Spacewatch           |
| 282786 - | 2006 KD55                | 1º febbraio 2005 | Spacewatch           |
| 282787 - | 2006 KL82                | 25 maggio 2006   | Mt. Lemmon Survey    |
| 282788 - | 2006 KX102               | 29 maggio 2006   | Spacewatch           |
| 282789 - | 2006 KO114               | 25 maggio 2006   | LINEAR               |
| 282790 - | 2006 ME12                | 20 giugno 2006   | Hoenig, S. F.        |
| 282791 - | 2006 NA                  | 1º luglio 2006   | Eskridge             |
| 282792 - | 2006 OM4                 | 21 luglio 2006   | CSS                  |
| 282793 - | 2006 OV13                | 25 luglio 2006   | NEAT                 |
| 282794 - | 2006 OF14                | 27 luglio 2006   | Hoenig, S. F.        |
| 282795 - | 2006 PR17                | 15 agosto 2006   | NEAT                 |
| 282796 - | 2006 PA19                | 13 agosto 2006   | NEAT                 |
| 282797 - | 2006 PO43                | 12 agosto 2006   | NEAT                 |
| 282798 - | 2006 QR60                | 20 agosto 2006   | NEAT                 |
| 282799 - | 2006 QS62                | 23 agosto 2006   | LINEAR               |
| 282800 - | 2006 QK64                | 19 agosto 2006   | LONEOS               |

## 282801-282900
| Nome                 | Designazione provvisoria | Data di scoperta  | Scopritore                                          |
| -------------------- | ------------------------ | ----------------- | --------------------------------------------------- |
| 282801 -             | 2006 QN91                | 16 agosto 2006    | NEAT                                                |
| 282802 -             | 2006 QG92                | 16 agosto 2006    | NEAT                                                |
| 282803 -             | 2006 QD100               | 24 agosto 2006    | LINEAR                                              |
| 282804 -             | 2006 QC116               | 27 agosto 2006    | LONEOS                                              |
| 282805 -             | 2006 QU136               | 16 agosto 2006    | NEAT                                                |
| 282806 -             | 2006 QN141               | 18 agosto 2006    | NEAT                                                |
| 282807 -             | 2006 QG147               | 18 agosto 2006    | Spacewatch                                          |
| 282808 -             | 2006 QP184               | 19 agosto 2006    | Spacewatch                                          |
| 282809 -             | 2006 RB3                 | 14 settembre 2006 | CSS                                                 |
| 282810 -             | 2006 RC5                 | 14 settembre 2006 | CSS                                                 |
| 282811 -             | 2006 RZ9                 | 13 settembre 2006 | NEAT                                                |
| 282812 -             | 2006 RQ18                | 14 settembre 2006 | CSS                                                 |
| 282813 -             | 2006 RJ20                | 15 settembre 2006 | LINEAR                                              |
| 282814 -             | 2006 RQ38                | 14 settembre 2006 | CSS                                                 |
| 282815 -             | 2006 RN60                | 13 settembre 2006 | NEAT                                                |
| 282816 -             | 2006 RL80                | 15 settembre 2006 | Spacewatch                                          |
| 282817 -             | 2006 RT90                | 15 settembre 2006 | Spacewatch                                          |
| 282818 -             | 2006 SD43                | 18 settembre 2006 | Spacewatch                                          |
| 282819 -             | 2006 SR44                | 17 settembre 2006 | LONEOS                                              |
| 282820 -             | 2006 SH59                | 16 settembre 2006 | CSS                                                 |
| 282821 -             | 2006 SP111               | 22 settembre 2006 | LONEOS                                              |
| 282822 -             | 2006 SA118               | 24 settembre 2006 | Spacewatch                                          |
| 282823 -             | 2006 SL214               | 27 settembre 2006 | Mt. Lemmon Survey                                   |
| 282824 -             | 2006 SY219               | 25 settembre 2006 | LONEOS                                              |
| 282825 -             | 2006 SS249               | 26 settembre 2006 | Spacewatch                                          |
| 282826 -             | 2006 SL306               | 27 settembre 2006 | Mt. Lemmon Survey                                   |
| 282827 -             | 2006 SD349               | 28 settembre 2006 | CSS                                                 |
| 282828 -             | 2006 SL405               | 17 settembre 2006 | Spacewatch                                          |
| 282829 -             | 2006 TP45                | 12 ottobre 2006   | Spacewatch                                          |
| 282830 -             | 2006 TU67                | 11 ottobre 2006   | NEAT                                                |
| 282831 -             | 2006 TZ70                | 11 ottobre 2006   | NEAT                                                |
| 282832 -             | 2006 TN77                | 12 ottobre 2006   | NEAT                                                |
| 282833 -             | 2006 TK95                | 3 ottobre 2006    | Siding Spring Survey                                |
| 282834 -             | 2006 UZ2                 | 16 ottobre 2006   | CSS                                                 |
| 282835 -             | 2006 UG8                 | 16 ottobre 2006   | CSS                                                 |
| 282836 -             | 2006 UJ28                | 16 ottobre 2006   | Spacewatch                                          |
| 282837 -             | 2006 UO47                | 17 ottobre 2006   | Spacewatch                                          |
| 282838 -             | 2006 UU76                | 17 ottobre 2006   | Spacewatch                                          |
| 282839 -             | 2006 UH124               | 19 ottobre 2006   | CSS                                                 |
| 282840 -             | 2006 US139               | 19 ottobre 2006   | Mt. Lemmon Survey                                   |
| 282841 -             | 2006 UW146               | 20 ottobre 2006   | Spacewatch                                          |
| 282842 -             | 2006 UM184               | 19 ottobre 2006   | CSS                                                 |
| 282843 -             | 2006 UX186               | 19 ottobre 2006   | CSS                                                 |
| 282844 -             | 2006 UP203               | 22 ottobre 2006   | NEAT                                                |
| 282845 -             | 2006 UZ291               | 28 ottobre 2006   | Sloan Digital Sky Survey Linked Object Catalog team |
| 282846 -             | 2006 VQ12                | 11 novembre 2006  | LINEAR                                              |
| 282847 -             | 2006 VJ30                | 10 novembre 2006  | Spacewatch                                          |
| 282848 -             | 2006 VL34                | 11 novembre 2006  | CSS                                                 |
| 282849 -             | 2006 VV56                | 11 novembre 2006  | Spacewatch                                          |
| 282850 -             | 2006 WX100               | 19 novembre 2006  | LINEAR                                              |
| 282851 -             | 2006 XE6                 | 8 dicembre 2006   | LONEOS                                              |
| 282852 -             | 2006 XK69                | 12 dicembre 2006  | Mt. Lemmon Survey                                   |
| 282853 -             | 2007 AL30                | 10 gennaio 2007   | Mt. Lemmon Survey                                   |
| 282854 -             | 2007 BZ12                | 17 gennaio 2007   | Spacewatch                                          |
| 282855 -             | 2007 BP21                | 24 gennaio 2007   | LINEAR                                              |
| 282856 -             | 2007 BA42                | 24 gennaio 2007   | CSS                                                 |
| 282857 -             | 2007 BN47                | 26 gennaio 2007   | Spacewatch                                          |
| 282858 -             | 2007 CX12                | 26 gennaio 2007   | Spacewatch                                          |
| 282859 -             | 2007 CU23                | 7 febbraio 2007   | NEAT                                                |
| 282860 -             | 2007 CM27                | 5 febbraio 2007   | Lin, H.-C., Ye, Q.-z.                               |
| 282861 -             | 2007 DQ25                | 17 febbraio 2007  | Spacewatch                                          |
| 282862 -             | 2007 DE31                | 17 febbraio 2007  | Spacewatch                                          |
| 282863 -             | 2007 DF33                | 17 febbraio 2007  | Spacewatch                                          |
| 282864 -             | 2007 DQ49                | 16 febbraio 2007  | CSS                                                 |
| 282865 -             | 2007 DB97                | 23 febbraio 2007  | Spacewatch                                          |
| 282866 -             | 2007 DC110               | 27 febbraio 2007  | Spacewatch                                          |
| 282867 -             | 2007 DZ116               | 19 febbraio 2007  | CSS                                                 |
| 282868 -             | 2007 EQ1                 | 9 marzo 2007      | Spacewatch                                          |
| 282869 -             | 2007 EV17                | 9 marzo 2007      | Mt. Lemmon Survey                                   |
| 282870 -             | 2007 EV30                | 10 marzo 2007     | Spacewatch                                          |
| 282871 -             | 2007 EO47                | 9 marzo 2007      | Mt. Lemmon Survey                                   |
| 282872 -             | 2007 EV55                | 12 marzo 2007     | Mt. Lemmon Survey                                   |
| 282873 -             | 2007 ET65                | 10 marzo 2007     | Spacewatch                                          |
| 282874 -             | 2007 EH68                | 10 marzo 2007     | Spacewatch                                          |
| 282875 -             | 2007 EH90                | 9 marzo 2007      | CSS                                                 |
| 282876 -             | 2007 EU101               | 11 marzo 2007     | Spacewatch                                          |
| 282877 -             | 2007 ER104               | 26 febbraio 2007  | Mt. Lemmon Survey                                   |
| 282878 -             | 2007 EO110               | 11 marzo 2007     | Spacewatch                                          |
| 282879 -             | 2007 EV132               | 9 marzo 2007      | Mt. Lemmon Survey                                   |
| 282880 -             | 2007 EA157               | 12 marzo 2007     | Spacewatch                                          |
| 282881 -             | 2007 EN158               | 14 marzo 2007     | Mt. Lemmon Survey                                   |
| 282882 -             | 2007 EA159               | 14 marzo 2007     | Mt. Lemmon Survey                                   |
| 282883 -             | 2007 EQ160               | 14 marzo 2007     | CSS                                                 |
| 282884 -             | 2007 ED167               | 11 marzo 2007     | Mt. Lemmon Survey                                   |
| 282885 -             | 2007 ES169               | 13 marzo 2007     | Spacewatch                                          |
| 282886 -             | 2007 ER175               | 14 marzo 2007     | Spacewatch                                          |
| 282887 -             | 2007 EE191               | 13 marzo 2007     | Spacewatch                                          |
| 282888 -             | 2007 EO210               | 8 marzo 2007      | NEAT                                                |
| 282889 -             | 2007 FP25                | 20 marzo 2007     | Spacewatch                                          |
| 282890 -             | 2007 FZ30                | 20 marzo 2007     | Mt. Lemmon Survey                                   |
| 282891 -             | 2007 GE8                 | 7 aprile 2007     | Mt. Lemmon Survey                                   |
| 282892 -             | 2007 GB11                | 11 aprile 2007    | Spacewatch                                          |
| 282893 -             | 2007 GQ18                | 11 aprile 2007    | Spacewatch                                          |
| 282894 -             | 2007 GH21                | 11 aprile 2007    | Mt. Lemmon Survey                                   |
| 282895 -             | 2007 GZ24                | 12 aprile 2007    | Crni Vrh                                            |
| 282896 -             | 2007 GW25                | 14 aprile 2007    | Spacewatch                                          |
| 282897 Kaltenbrunner | 2007 GK28                | 15 aprile 2007    | Ries, W.                                            |
| 282898 -             | 2007 GQ30                | 14 aprile 2007    | Mt. Lemmon Survey                                   |
| 282899 -             | 2007 GW35                | 14 aprile 2007    | Spacewatch                                          |
| 282900 -             | 2007 GG50                | 15 aprile 2007    | LINEAR                                              |

## 282901-283000
| Nome          | Designazione provvisoria | Data di scoperta  | Scopritore               |
| ------------- | ------------------------ | ----------------- | ------------------------ |
| 282901 -      | 2007 GV50                | 15 aprile 2007    | CSS                      |
| 282902 -      | 2007 HN11                | 18 aprile 2007    | Mt. Lemmon Survey        |
| 282903 Masada | 2007 HX14                | 20 aprile 2007    | Casulli, V. S.           |
| 282904 -      | 2007 HV27                | 18 aprile 2007    | Spacewatch               |
| 282905 -      | 2007 HP47                | 20 aprile 2007    | Spacewatch               |
| 282906 -      | 2007 HV54                | 22 aprile 2007    | Spacewatch               |
| 282907 -      | 2007 HA66                | 22 aprile 2007    | CSS                      |
| 282908 -      | 2007 HE81                | 25 aprile 2007    | Mt. Lemmon Survey        |
| 282909 -      | 2007 HQ88                | 22 aprile 2007    | CSS                      |
| 282910 -      | 2007 HY95                | 25 aprile 2007    | Spacewatch               |
| 282911 -      | 2007 HD97                | 16 aprile 2007    | CSS                      |
| 282912 -      | 2007 JR3                 | 6 maggio 2007     | Spacewatch               |
| 282913 -      | 2007 JE43                | 13 maggio 2007    | Siding Spring Survey     |
| 282914 -      | 2007 LR14                | 10 giugno 2007    | Spacewatch               |
| 282915 -      | 2007 LF19                | 11 giugno 2007    | Siding Spring Survey     |
| 282916 -      | 2007 LH24                | 14 giugno 2007    | Spacewatch               |
| 282917 -      | 2007 LA33                | 15 giugno 2007    | CSS                      |
| 282918 -      | 2007 NA3                 | 14 luglio 2007    | Hoenig, S. F., Teamo, N. |
| 282919 -      | 2007 NW6                 | 15 luglio 2007    | Siding Spring Survey     |
| 282920 -      | 2007 OS5                 | 22 luglio 2007    | LUSS                     |
| 282921 -      | 2007 OA6                 | 22 luglio 2007    | LUSS                     |
| 282922 -      | 2007 PL3                 | 6 agosto 2007     | LUSS                     |
| 282923 -      | 2007 PO3                 | 6 agosto 2007     | LUSS                     |
| 282924 -      | 2007 PP11                | 11 agosto 2007    | LINEAR                   |
| 282925 -      | 2007 PF16                | 8 agosto 2007     | LINEAR                   |
| 282926 -      | 2007 PN18                | 9 agosto 2007     | LINEAR                   |
| 282927 -      | 2007 PB24                | 12 agosto 2007    | LINEAR                   |
| 282928 -      | 2007 PD24                | 12 agosto 2007    | LINEAR                   |
| 282929 -      | 2007 PH29                | 6 agosto 2007     | LINEAR                   |
| 282930 -      | 2007 PM30                | 11 agosto 2007    | LINEAR                   |
| 282931 -      | 2007 PC31                | 5 agosto 2007     | LINEAR                   |
| 282932 -      | 2007 PU34                | 9 agosto 2007     | LINEAR                   |
| 282933 -      | 2007 PP40                | 6 agosto 2007     | Crni Vrh                 |
| 282934 -      | 2007 PX44                | 12 agosto 2007    | Siding Spring Survey     |
| 282935 -      | 2007 PK49                | 9 agosto 2007     | LINEAR                   |
| 282936 -      | 2007 QA10                | 22 agosto 2007    | LINEAR                   |
| 282937 -      | 2007 QV11                | 23 agosto 2007    | Spacewatch               |
| 282938 -      | 2007 RQ11                | 10 settembre 2007 | Chante-Perdrix           |
| 282939 -      | 2007 RG13                | 3 settembre 2007  | CSS                      |
| 282940 -      | 2007 RD18                | 12 settembre 2007 | Chante-Perdrix           |
| 282941 -      | 2007 RO24                | 4 settembre 2007  | Mt. Lemmon Survey        |
| 282942 -      | 2007 RQ37                | 8 settembre 2007  | LONEOS                   |
| 282943 -      | 2007 RU39                | 9 settembre 2007  | Spacewatch               |
| 282944 -      | 2007 RQ42                | 9 settembre 2007  | Spacewatch               |
| 282945 -      | 2007 RS45                | 9 settembre 2007  | Spacewatch               |
| 282946 -      | 2007 RA75                | 10 settembre 2007 | Mt. Lemmon Survey        |
| 282947 -      | 2007 RG99                | 11 settembre 2007 | Spacewatch               |
| 282948 -      | 2007 RY101               | 11 settembre 2007 | CSS                      |
| 282949 -      | 2007 RQ112               | 11 settembre 2007 | Spacewatch               |
| 282950 -      | 2007 RZ125               | 12 settembre 2007 | CSS                      |
| 282951 -      | 2007 RN144               | 14 settembre 2007 | LINEAR                   |
| 282952 -      | 2007 RV187               | 13 settembre 2007 | OAM                      |
| 282953 -      | 2007 RN200               | 13 settembre 2007 | Spacewatch               |
| 282954 -      | 2007 RX201               | 13 settembre 2007 | Spacewatch               |
| 282955 -      | 2007 RE222               | 14 settembre 2007 | Mt. Lemmon Survey        |
| 282956 -      | 2007 RY236               | 13 settembre 2007 | CSS                      |
| 282957 -      | 2007 RG241               | 10 settembre 2007 | CSS                      |
| 282958 -      | 2007 RM253               | 14 settembre 2007 | Spacewatch               |
| 282959 -      | 2007 RR257               | 14 settembre 2007 | Spacewatch               |
| 282960 -      | 2007 RZ260               | 14 settembre 2007 | Spacewatch               |
| 282961 -      | 2007 RU263               | 15 settembre 2007 | LONEOS                   |
| 282962 -      | 2007 RV273               | 15 settembre 2007 | Spacewatch               |
| 282963 -      | 2007 RO277               | 5 settembre 2007  | CSS                      |
| 282964 -      | 2007 RN281               | 14 settembre 2007 | LONEOS                   |
| 282965 -      | 2007 RB287               | 5 settembre 2007  | CSS                      |
| 282966 -      | 2007 RA310               | 3 settembre 2007  | CSS                      |
| 282967 -      | 2007 RK311               | 18 luglio 2007    | Mt. Lemmon Survey        |
| 282968 -      | 2007 SS                  | 18 settembre 2007 | Hoenig, S. F., Teamo, N. |
| 282969 -      | 2007 SP4                 | 20 settembre 2007 | Farra d'Isonzo           |
| 282970 -      | 2007 SA9                 | 18 settembre 2007 | Spacewatch               |
| 282971 -      | 2007 SP23                | 22 settembre 2007 | LINEAR                   |
| 282972 -      | 2007 TE4                 | 6 ottobre 2007    | OAM                      |
| 282973 -      | 2007 TJ11                | 6 ottobre 2007    | LINEAR                   |
| 282974 -      | 2007 TQ14                | 7 ottobre 2007    | OAM                      |
| 282975 -      | 2007 TS14                | 8 ottobre 2007    | OAM                      |
| 282976 -      | 2007 TP27                | 4 ottobre 2007    | Spacewatch               |
| 282977 -      | 2007 TW39                | 6 ottobre 2007    | Spacewatch               |
| 282978 -      | 2007 TA41                | 6 ottobre 2007    | Spacewatch               |
| 282979 -      | 2007 TV41                | 6 ottobre 2007    | PMO NEO Survey Program   |
| 282980 -      | 2007 TQ55                | 4 ottobre 2007    | Spacewatch               |
| 282981 -      | 2007 TL66                | 9 ottobre 2007    | Teamo, N., Pelle, J. C.  |
| 282982 -      | 2007 TM80                | 7 ottobre 2007    | CSS                      |
| 282983 -      | 2007 TL94                | 7 ottobre 2007    | CSS                      |
| 282984 -      | 2007 TU109               | 7 ottobre 2007    | CSS                      |
| 282985 -      | 2007 TO122               | 6 ottobre 2007    | Spacewatch               |
| 282986 -      | 2007 TA136               | 8 ottobre 2007    | CSS                      |
| 282987 -      | 2007 TK155               | 9 ottobre 2007    | LINEAR                   |
| 282988 -      | 2007 TD156               | 9 ottobre 2007    | LINEAR                   |
| 282989 -      | 2007 TP184               | 13 ottobre 2007   | Tozzi, F.                |
| 282990 -      | 2007 TJ222               | 9 ottobre 2007    | Spacewatch               |
| 282991 -      | 2007 TC245               | 8 ottobre 2007    | CSS                      |
| 282992 -      | 2007 TL246               | 9 ottobre 2007    | LONEOS                   |
| 282993 -      | 2007 TN246               | 9 ottobre 2007    | CSS                      |
| 282994 -      | 2007 TJ248               | 10 ottobre 2007   | LONEOS                   |
| 282995 -      | 2007 TF282               | 8 ottobre 2007    | Mt. Lemmon Survey        |
| 282996 -      | 2007 TP283               | 8 ottobre 2007    | Mt. Lemmon Survey        |
| 282997 -      | 2007 TR316               | 12 ottobre 2007   | Spacewatch               |
| 282998 -      | 2007 TV370               | 12 ottobre 2007   | LONEOS                   |
| 282999 -      | 2007 TM373               | 14 ottobre 2007   | Spacewatch               |
| 283000 -      | 2007 TE386               | 15 ottobre 2007   | CSS                      |